# Нимбурк
Нимбурк, до 19 століття також Лімбург (чеськ. Nymburk) — місто в районі Нимбурк у Середньочеському краї, розташоване на річці Ельбі, 45 км на схід від Праги, приблизно 30 км на південний схід від Млада-Болеслав і 6 км на північний захід від Подєбрад. Приблизне населення міста 15 тис. жителів і має площу 20,59 км². Історичне ядро міста з його залізничними та промисловими традиціями є міською пам'ятною зоною.

## Історія
Територія міста вже була заселена в доісторичні часи. Поселення було зосереджено приблизно на території між двома сучасними площами міста — Kostelní та Přemyslovců. Найдавніше укріплення тут було створено, ймовірно, у часи енеоліту. Беззаперечні археологічні сліди укріплень, пов'язаних з носії лужицької культури, відносяться до раннього етапу бронзової доби. Ймовірно, форт існував і в Гальштатський період. Територія міста була заселена i в завершальну фазу раннього середньовіччя, але неясно, чи було тут тоді городище чи просто двір.
Королівське місто Нимбурк завдячує своїм заснуванням Пршемислу Отакару II. Однак точна дата початку будівництва Нимбурка досі остаточно невідома. На даний момент датою заснування міста прийнято вважати 1275 рік. Наприкінці 18 століття, версія з легендарної Хроніки Гайка про заснування міста у 779 році була відкинута першими Просвітниками. Століттям пізніше була виключена дата 1219 (пов'язана з Літомержіці), а ще пізніше і 1257 рік, до якого відноситься найстаріший збережений документ про місто Німбург, виданий для місцевого домініканського монастиря. Історичні дослідження однозначно виключають цю дату і, навпаки, відносять створення документа для домініканського монастиря до самого кінця правління короля Пршемисла Отакара II, точніше між 25 листопада 1274 р. і 21 листопада 1276 р. Таким чином, 1275 рік є найбільш імовірною датою, коли король наказав локатору Конраду (іноді згадується як Кунрат) обстежити та заснувати місто Нимбурк.
У Пулкавський літописі сказано, що після донесення 28 травня 1310 року Елішці загрожувала небезпека від короля, тому вона втекла зі своїми найвірнішими слугами та родичами до королівського міста Німбурк. Вночі старий рибалка перевіз її та її відданих на інший берег Ельби до старого рибальського будинку. Вона вперше увійшла туди перевдягнена старенькою. з рибальської обителі її урочисто ввели в місто великою процесією місцевих сановників. Бургомістр і старости тепло запропонували Елішку гостинність і притулок у місті. Кажуть, що королева містилася до 29 червня 1310 року на ринковій площі в міщанському будинку № 42 (також називався Чорний орел).

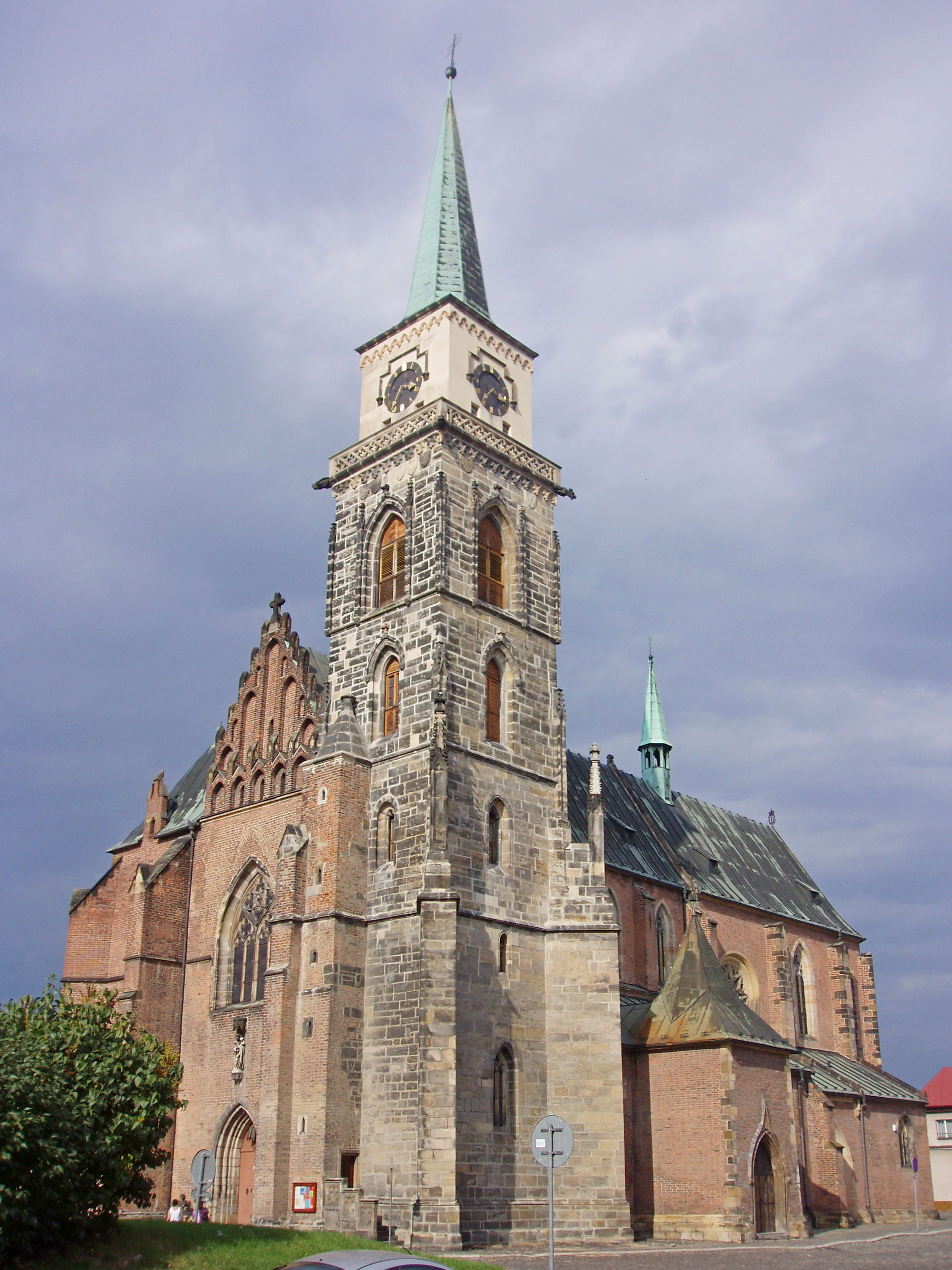
Готична церква Св. Егідія

Назва Нимбурк походить від слова Neuenburch (лат. Novum Castrum — Новий замок). Однак, згідно з хронікою Гайка, Нимбурк раніше називався Свініброд (Svinibrod), нібито тому, що тут паслися свині на одному з берегів річки Ельби. Король поселив тут орден домініканців і запросив німецьких та голландських колоністів приєднатися до чеських поселенців, які протягом століть асимілювалися серед чехів (проте чеська мова взяла верх над німецькою лише в XV столітті після гуситських війн).
Однак остаточне створення міста, ймовірно, був завершене лише за короля Вацлава II. Під час правління Вацлава II. також були збудовані готичний костел св. Миколая (сьогодні церква св. Гілі) та домініканський монастир. Місто на той час було оточене обпаленими цегляними стінами з приблизно п'ятдесятьма вежами та двома оборонними ровами, що живилися з Ельби. Стіни включали в себе четверо міських воріт та ворота до річки. На захід вели Святогірські ворота, на північний захід — Велибська або також Болеславська брама, на північний схід — Бобницька брама, а з південного боку стояла Мостецька або Ельбська брама, з'єднана з дерев'яним мостом через Ельбу. Вони були зруйновані протягом 19 століття.

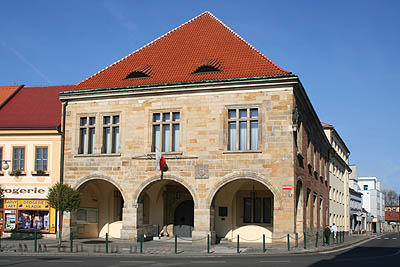
Ренесансна ратуша Нимбурка

Завдяки своєму розташуванню на перехресті торговельних шляхів місто багатіло і отримало ряд привілеїв. Спочатку воно підтримувала імператора Сигізмунда під час гуситських воєн, але в 1421 році уклала угоду з Празькою унією і перейшла на бік Чаші. Під час правління Юрія з Подєбрад Нимбурк знову успішно розвивався і до кінця 15 ст. століття він залишався утраквістичним містом, наприклад тут діяла відома латинська школа. Протягом 16 століття місто досягло найвищого розквіту, коли також була побудована ренесансна ратуша. Наприкінці століття завдяки Самуелю Ігнацу Турновському в Нимбурку була заснована пошта. Однак під час Тридцятилітньої війни в 1634 році більша частина міста була спалена саксами, які вбили понад 200 людей у місцевій церкві. Щоб відновити життя міста, знадобилося багато десятиліть, але його первісну славу повернути не вдалося через пожежі, чуму та обмеження стінами.
Індустріалізація почалася лише в середині 19 століття, коли залізниця стала найважливішим підприємством. Адміністрація залізниці побудувала свою штаб-квартиру, майстерні, кранову та залізничну колонію в Нимбурку. Крім того, у місті модернізували цукровий завод, пивоварню, коркову фабрику та місцеві млини. Телеграф був запроваджений у 1850 році, перші місцеві телефони були встановлені в 1900 році, а через два роки — міжміські лінії. Завдяки зростанню добробуту, яке принесла індустріалізація, місто могло дозволити собі будівництво громадських будівель. Так було збудовано районну лікарню, міську школу, сокільницю, євангельську церкву та синагогу. Розвиток продовжувався і в першій половині 20 століття, коли течія Ельби була змінена, був створений знаменитий крематорій і ряд інших сучасних будівель. У 1932 році також було п'ять готелів (Grandhotel Bláha, Horák, Na Knížecí, Národní dům і Slavie), дві кав'ярні та два винні бари, спа-центр, два кінотеатри, шість фінансових установ, торгова організація, лікер Griotte та фабрики шамотних (вогнестійких) виробів. Був окружний суд, податкова служба, жандармська станція, державний високий суд, муніципальний театр або муніципальний музей. Довоєнну епоху Нимбурка змалював у деяких своїх творах письменник Богуміл Грабал, який виріс у місті.
У 1918 році, за кілька днів до візиту президента Т. Г. Масарика, у Нимбурку, Подєбрадах і Коліні відбувся антиєврейський погром, під час якого були пограбовані єврейські крамниці та побито торговців.

## Населення
За переписом 1930 року було 1 519 будинків 11 892 жителі. 11 619 жителів визнали чехословацьку національність, а 154 — німецьку.
За релігійними переконаннями це були 6 047 католиків, 997 євангелістів, 2 463 члени чехословацької церкви та 83 євреї.
За переписом 2001 року тут проживало 14 407 мешканців, з них 7 482 жінки. 13 882 жителі визнали чеську національність і 127 словацьку. 2 029 римо-католиків, 373 євангелістів, 236 віруючих чехословацької гуситської церкви та 17 православних.
За переписом населення 2011 року тут проживало 14 осіб 796 мешканців, з них 7 669 жінок. 10 766 жителів визнали чеську національність і 156 словацьку (3 588 жителів не вказали національність). Тут проживало 635 римо-католиків, 112 євангелістів, 84 чехословацьких гуситів і 15 православних.
| рік                | 1869 рік | 1880 рік | 1890 рік | 1900 рік | 1910 рік | 1921 рік | 1930 рік | 1950 рік | 1961 рік | 1970 рік | 1980 рік | 1991 рік | 2001 рік | 2011 рік |
| ------------------ | -------- | -------- | -------- | -------- | -------- | -------- | -------- | -------- | -------- | -------- | -------- | -------- | -------- | -------- |
| Населення          | 3 124    | 5,454    | 6,659    | 7,843    | 10,169   | 11,129   | 11 892   | 11 914   | 12 585   | 13,263   | 14 033   | 15,142   | 14,407   | 14 796   |
| Кількість будинків | 352      | 429      | 477      | 644      | 880      | 1,029    | 1,519    | 2,023    | 2009 рік | 2,022    | 2,025    | 2 159    | 2 139    | 2 199    |

1. ↑  Od roku 1950 s už připojenými Drahelicemi.

## Управління

### Поділ міста та адміністративної території

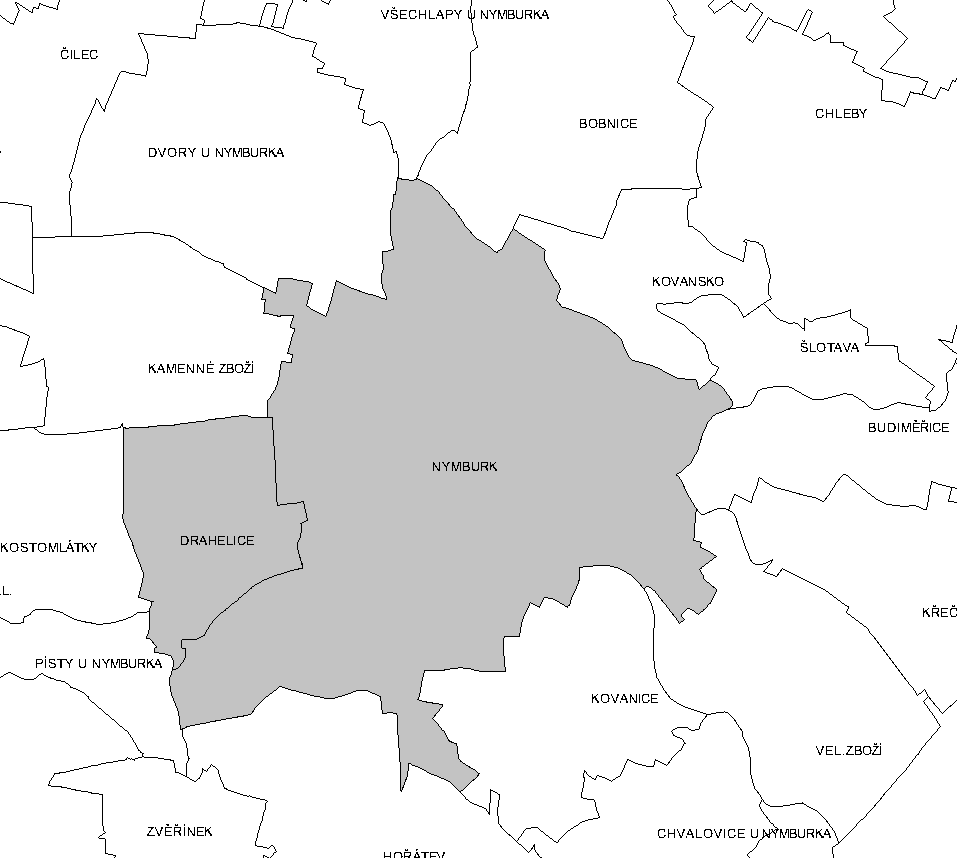
Кадастрова територія м. Нимбурк

Нимбурк складається з двох частин на двох кадастрових територіях:
- Нимбурк (ZSJ Babín, передмістя Драгеліце, Янковіце, Ke Kovansk, Lada, Lodice, Na Belidlech, Ndraží, Nymburk-історичне ядро, Житловий масив Драгеліце, житловий масив Янковіце, Скалка, Тиршови сади, U Mrliny, U nádraží I, U nádraží II, U hospital, Za sídlíště, Zálabí)
- Драгеліце (ZSJ Drahelice, Komárno, Na Hroudách, U Drahelice)

Колись Нимбурк був районним містом, зараз це муніципалітет з розширеними повноваженнями та уповноваженим муніципальним офісом. Проте район Нимбурк все ще існує і складається з 87 муніципалітетів, адміністративного району муніципалітету з розширеною юрисдикцією з 39 муніципалітетами. Тут досі діють районний суд і районна прокуратура.

## Орієнтири

### Пам'ятники культури

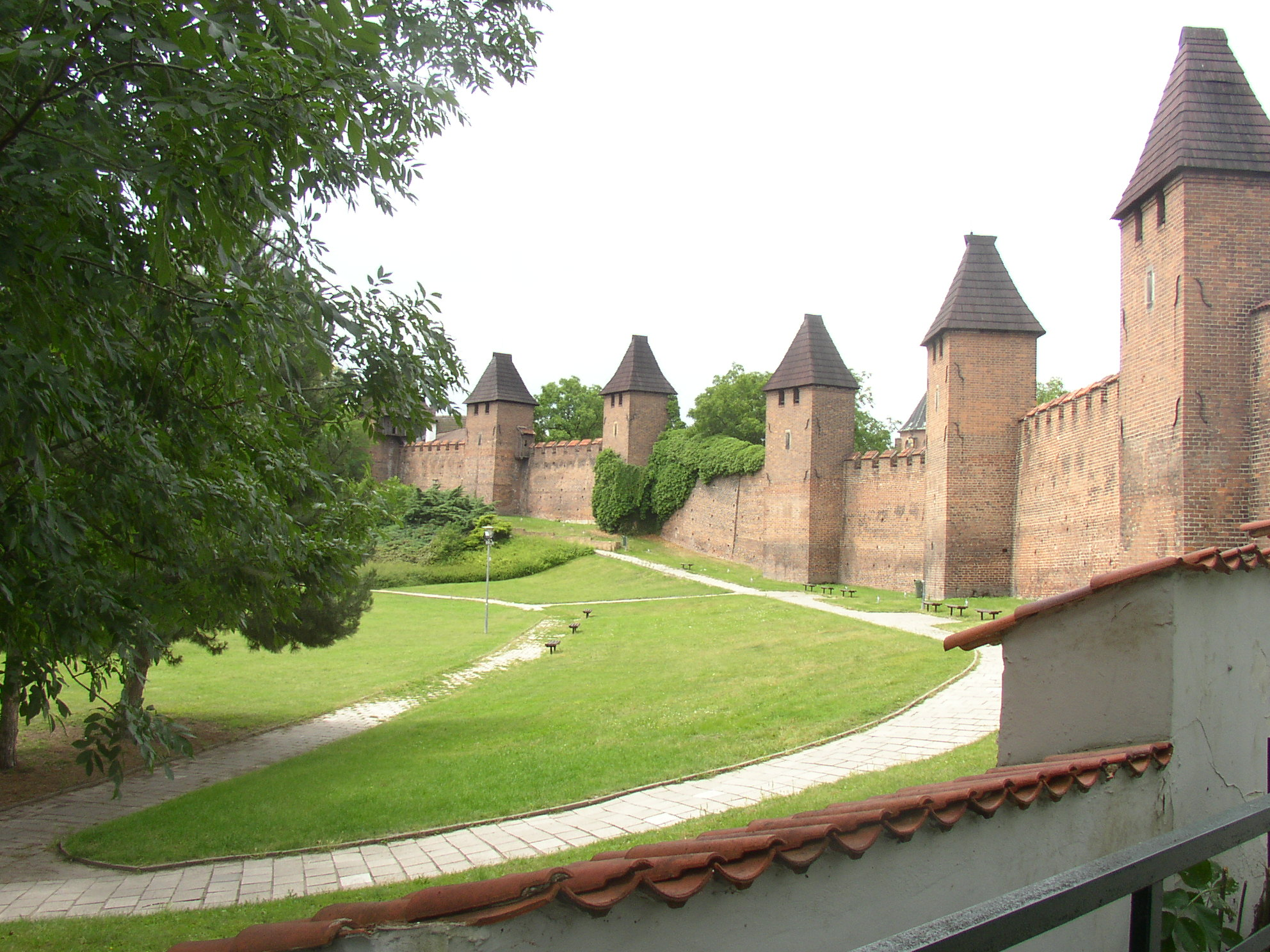
Стіни Нимбурка

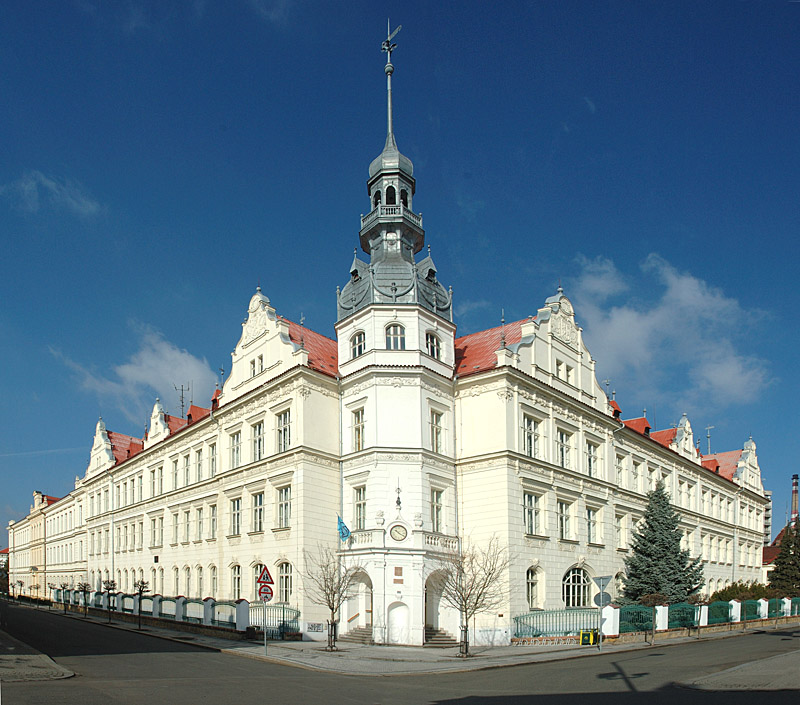
Гімназія Богуміла Грабала є одним із важливих закладів і культурних пам'яток Нимбурка.

Символом міста є цегляні стіни з призматичними бастіонами. Спочатку місто з ниркоподібним планом було оточене лініями двох стін, з білого мергелю та червоної цегли, разом із двома ровами (збереглися донині як Мала та Велика стіни). Нині залишилися лише залишки мурів — найдовша ділянка на сході, біля якої також розташований старий деканат. Інші залишки стін можна знайти на Замковій вулиці.
Домінантою міста є готичний мурований костел Св. Гілі, що стоїть на Костельній площі. Спочатку він мав дві вежі, одна з яких була зруйнована внаслідок пожежі.
Костел Св. Гілі, як і уцілілі будівлі укріплень Нимбурку, є унікальним зразком цегляної готики на чеських землях. На вулиці Тиршова знаходиться готична каплиця Св. Яна Непомуцького, яка є єдиним залишком колишнього монастирського костелу Успіння Пресвятої Богородиці Руженцова. У південно-західному напрямку від історичного центру міста розташована ренесансна церква св. Юра. В парку др. Антоніна Брзорада знаходиться неоренесансна євангельська церква.